# Reichenbach-Steegen
Reichenbach-Steegen ist eine Ortsgemeinde im Landkreis Kaiserslautern in Rheinland-Pfalz. Sie gehört der Verbandsgemeinde Weilerbach an.
Die heutige Ortsgemeinde ist in der Zeit von 1969 bis 1976 aus vier ehemals eigenständigen Gemeinden entstanden. Diese bilden seitdem die Ortsteile von Reichenbach-Steegen: Albersbach, Fockenberg-Limbach, Reichenbach, Reichenbachsteegen und der Wohnplatz Herrenbergerhof.

## Geographische Lage
Reichenbach-Steegen liegt 13 km nordwestlich von Kaiserslautern. Durch den Ort fließt der Reichenbach.

## Geschichte
Die einzelnen Ortsteile haben ihre eigene Geschichte. Die erste urkundliche Erwähnung konnte für Reichenbachsteegen im Jahr 1269, für Albersbach und Fockenberg-Limbach im Jahr 1393 nachgewiesen werden. Reichenbach kann mit einer ersten urkundlichen Erwähnung aus dem Jahr 945 auf eine über 1000-jährige Geschichte zurückblicken.
Die Gemeinde wurde am 7. Juni 1969 aus den Gemeinden Reichenbach und Reichenbachsteegen neu gebildet. Am 16. März 1974 wurde Albersbach eingemeindet. Am 24. Juli 1976 kam Fockenberg-Limbach hinzu.

## Religion
2012 waren 56,1 Prozent der Einwohner evangelisch und 27,9 Prozent katholisch. Die übrigen gehörten einer anderen Religion an oder waren konfessionslos. Die Katholiken gehören zum Bistum Speyer, die Evangelischen zur Protestantischen Landeskirche Pfalz.

## Politik

### Gemeinderat
Der Gemeinderat in Reichenbach-Steegen besteht aus 16 Ratsmitgliedern, die bei der Kommunalwahl am 9. Juni 2024 in einer personalisierten Verhältniswahl gewählt wurden, und der ehrenamtlichen Ortsbürgermeisterin als Vorsitzender.
Die Sitzverteilung im Gemeinderat:
| Wahl | SPD | CDU | Grüne | Linke | FWG a | UO b | WGW c | Gesamt   |
| ---- | --- | --- | ----- | ----- | ----- | ---- | ----- | -------- |
| 2024 | –   | 1   | –     | –     | 3     | 3    | 9     | 16 Sitze |
| 2019 | 4   | 2   | 1     | 2     | 3     | 4    | –     | 16 Sitze |
| 2014 | 7   | 2   | 2     | 2     | 3     | –    | –     | 16 Sitze |
| 2009 | 9   | 2   | –     | –     | 5     | –    | –     | 16 Sitze |
| 2004 | 9   | 2   | –     | –     | 5     | –    | –     | 16 Sitze |

### Bürgermeister
Kathrin Wolf wurde am 9. Juli 2024 Ortsbürgermeisterin von Reichenbach-Steegen. Bei der Direktwahl am 9. Juni 2024 hatte sie sich mit einem Stimmenanteil von 54,5 % gegen zwei Mitbewerber durchgesetzt.
Ihr Vorgänger Dirk Wagner (SPD) hatte das Amt seit 2009 inne und kandidierte 2024 nicht erneut. Zuletzt bei einer Stichwahl am 16. Juni 2019 hatte er sich mit 50,40 % durchgesetzt, nachdem bei der Direktwahl am 26. Mai 2019 keiner der ursprünglich drei Kandidaten die notwendige Mehrheit erreicht hatte.

### Wappen
| Wappen von Reichenbach-Steegen | Blasonierung: „In Silber über einem erniedrigten blauen Steg ein rotbewehrter und -bezungter blauer Löwe zwischen drei sechsstrahligen roten Sternen 2:1.“ |
| Wappen von Reichenbach-Steegen | Es wurde 1976 von der Bezirksregierung Neustadt genehmigt.                                                                                                 |

## Wirtschaft und Infrastruktur

### Verkehr
- Der Öffentliche Nahverkehr ist in den Verkehrsverbund Rhein-Neckar integriert.
- Der Ortsteil Reichenbachsteegen war von 1920 bis 1972 Endpunkt der sogenannten Bachbahn, die im Bahnhof Lampertsmühle-Otterbach ihren Ausgangspunkt hatte.
- Die Gemeinde ist durch die A 6 (Anschlussstelle: Kaiserslautern-West) an das Autobahnnetz angebunden.

### Öffentliche Einrichtungen
Reichenbach-Steegen verfügt über einen Kindergarten und eine Grundschule.

## Söhne und Töchter der Gemeinde
- Otto Feick (1890–1959), Erfinder des Rhönrads